# Dobrovolʹskiy (cráter)

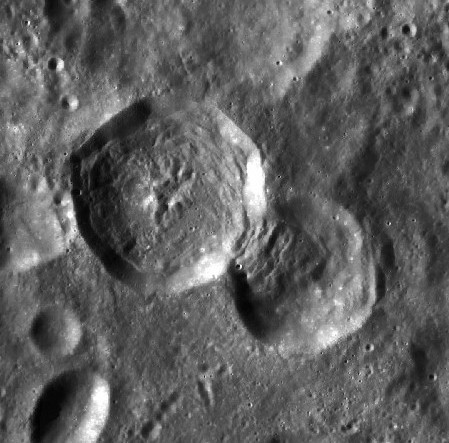
Fotografía de la misión Lunar Reconnaissance Orbiter

Dobrovolʹskiy  es un pequeño cráter de impacto situado en la cara oculta de la Luna. La parte noroeste de su brocal está invadida por el cráter de mayor tamaño Shirakatsi, cuyas rampas exteriores cubren la mayor parte de la plataforma interior de Dobrovolʹskiy. Queda muy poco del fondo original del cráter, con una pequeña sección cerca de la pared interna del lado sur. El resto del borde del cráter es considerablemente circular y sólo está ligeramente desgastado.
Al norte aparece el borde sur del cráter de mucho mayor tamaño Perepelkin también invadido por el cráter Shirakatsi, formando entre los tres una breve cadena curvada de cráteres. Al sureste de Dobrovolʹskiy se halla el cráter Volkov.
Lleva el nombre de Gueorgui Dobrovolski, cosmonauta que murió en la misión Soyuz 11.

## Cráteres satélite
Por convención estos elementos son identificados en los mapas lunares poniendo la letra en el lado del punto medio del cráter que está más cerca de Dobrovolʹskiy.
|               | \| Dobrovolʹskiy \| Coordenadas \| Diámetro \| \| ------------- \| ------------------------------- \| -------- \| \| D \| 12°12′S 130°36′E / -12.2, 130.6 \| 49 km \| \| M \| 14°36′S 129°36′E / -14.6, 129.6 \| 31 km \| \| R \| 14°00′S 127°42′E / -14.0, 127.7 \| 24 km \| |          |
| Dobrovolʹskiy | Coordenadas | Diámetro |
| D             | 12°12′S 130°36′E / -12.2, 130.6 | 49 km    |
| M             | 14°36′S 129°36′E / -14.6, 129.6 | 31 km    |
| R             | 14°00′S 127°42′E / -14.0, 127.7 | 24 km    |

## Vistas

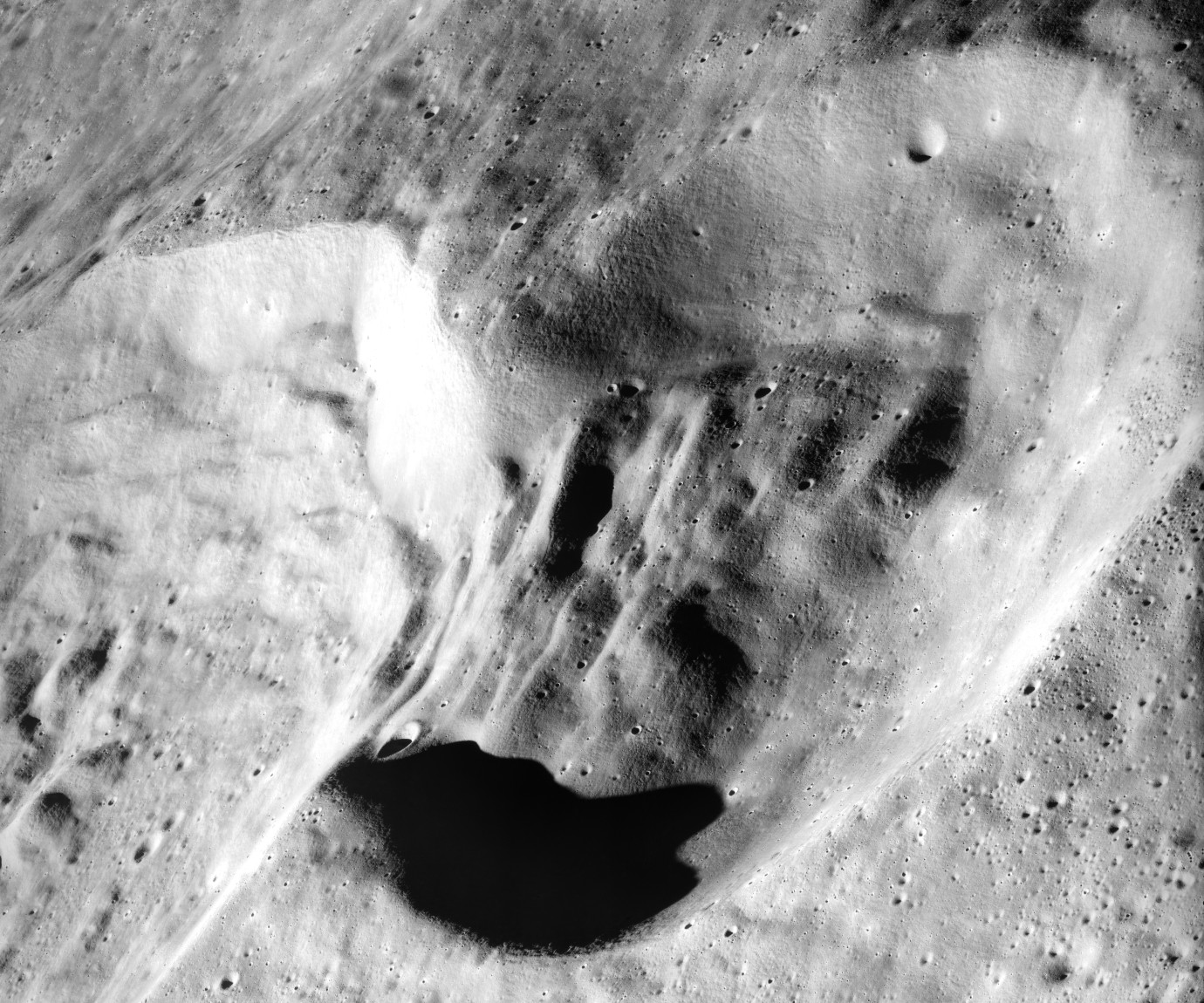
Vista oblicua del tabique colapsado entre los dos cráteres (cámara panorámica del Apolo 17)
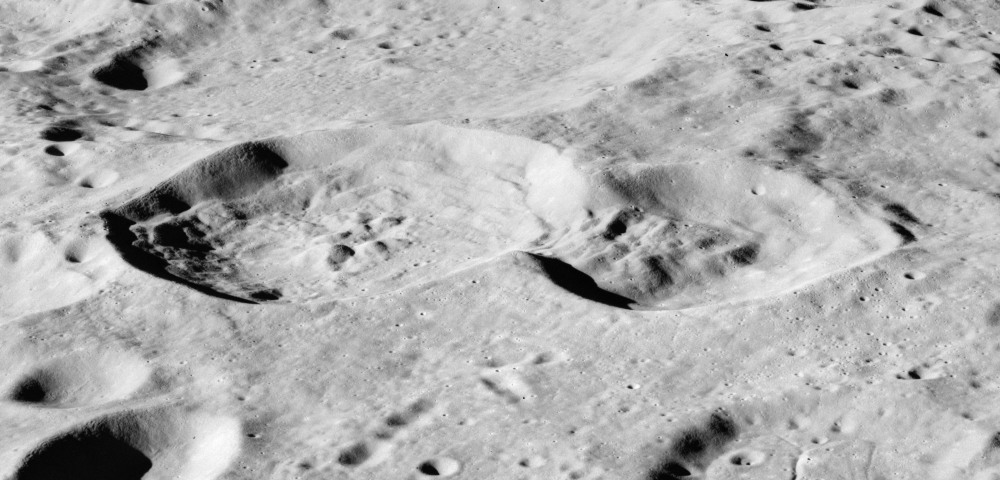
Fotografía de la misión Apolo 15
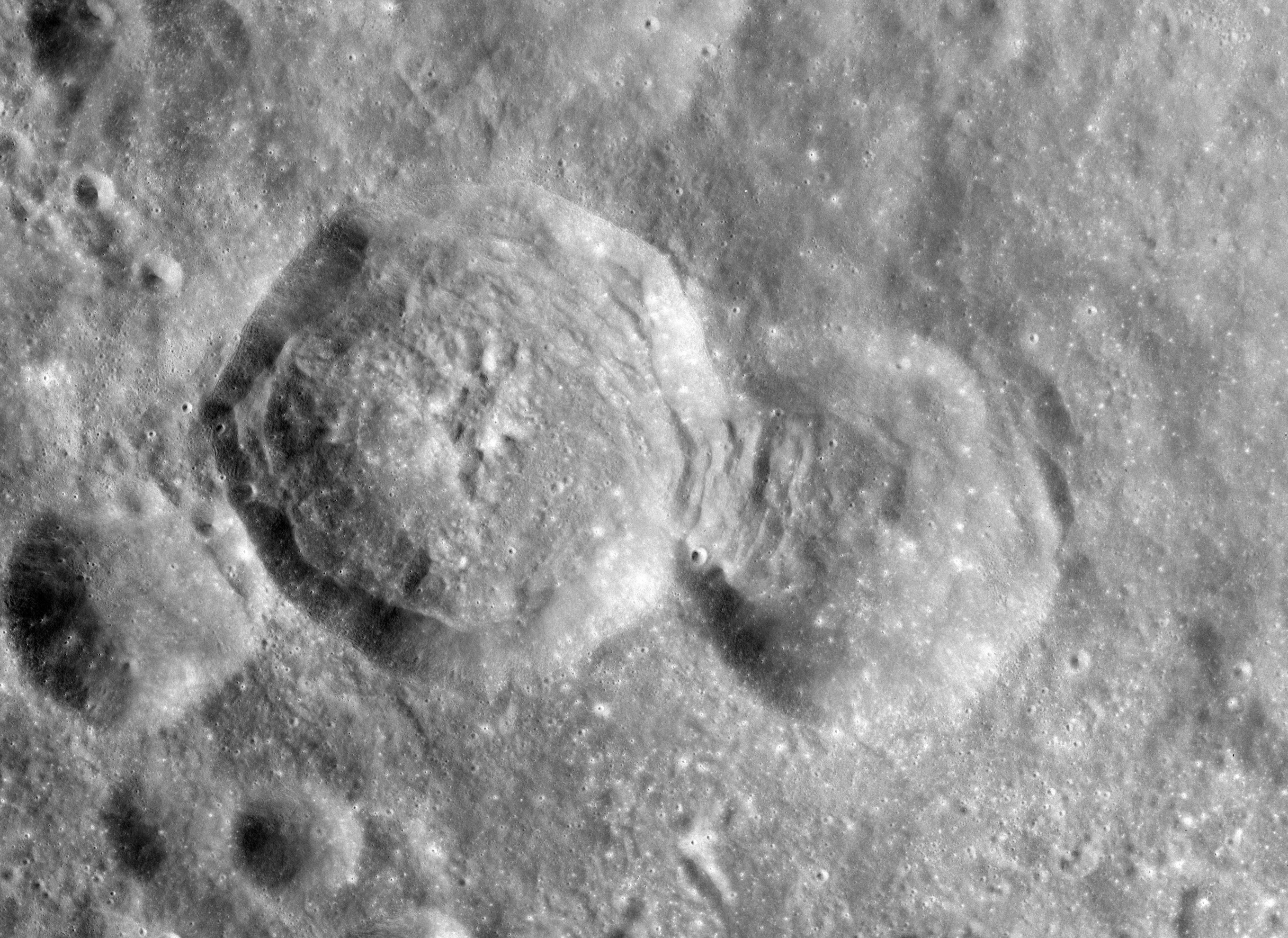
Imagen de la cámara cartográfica del Apolo 17